# BMW Série 3 (F30)
A sexta geração do BMW Série 3 consiste nos automóveis de segmento D BMW F30 (versão sedã), BMW F31 (versão perua, comercializada como 'Touring') e BMW F34 (versão fastback, comercializada como 'Gran Turismo'). A geração F30/F31/F34 foi produzida de outubro de 2011 a 2019 e é frequentemente chamada coletivamente de F30.
Para a sexta geração, os modelos cupê e conversível foram desmembrados para criar o novo nome BMW Série 4. A BMW também introduziu um modelo hatchback separado sob a placa de identificação da Série 3, chamado Série 3 Gran Turismo (F34).
O F30 é a primeira geração da Série 3 a ser movida exclusivamente por uma gama de motores turboalimentados e direção assistida elétrica (substituindo os sistemas de direção hidráulica usados anteriormente). O F30 também marcou o primeiro uso de um motor de três cilindros na Série 3 em seu facelift de 2015. Um novo modelo híbrido plug-in F30 também foi lançado em 2016. Uma versão sedã de longa distância entre eixos (código de modelo F35) foi vendida na China.
O modelo M3 (designado F80) foi lançado em 2014 e é movido pelo motor S55 biturbo de seis cilindros em linha.
Em março de 2019, o BMW Série 3 (G20) foi lançado como sucessor do F30. Mas o modelo fastback F34 continuou disponível até o início de 2020. Mais tarde, foi substituído pelo BMW Série 4 Gran Coupé (G26) em junho de 2021.
No Brasil, foi fabricada a versão sedã 320i e 328i na fábrica de Araquari.